# Ocean Springs
Ocean Springs is een plaats (city) in de Amerikaanse staat Mississippi, en valt bestuurlijk gezien onder Jackson County.

## Demografie
Bij de volkstelling in 2000 werd het aantal inwoners vastgesteld op 17.225.
In 2006 is het aantal inwoners door het United States Census Bureau geschat op 17.140, een daling van 85 (-0.5%).

## Geografie
Volgens het United States Census Bureau beslaat de plaats een oppervlakte van
39,4 km², waarvan 30,1 km² land en 9,3 km² water. Ocean Springs ligt op ongeveer 7 m boven zeeniveau.

## Plaatsen in de nabije omgeving
De onderstaande figuur toont nabijgelegen plaatsen in een straal van 12 km rond Ocean Springs.